# ラマタイム・ツォフィム
ラマタイム・ツォフィム(英語Ramathaim-Zophim)はエフライム山地の町で、ラマとも呼ばれる。サムエルの出身地と葬られた場所として知られる。
サムエルはラマで生まれ、シロで少年時代を過ごしたのち、ラマに戻り主のために祭壇を築いて、最後の士師としてイスラエル人を裁いた。
イスラエルの長老たちはラマにいたサムエルのところに王を立ててほしいと要求した。
そこで、サムエルが最初の王になるサウルと最初に会い油を注いだのがラマである。
のちに、ベツレヘムでサムエルに油を注がれたダビデは、後にサウルの追っ手を逃れて、ラマに行きナヨテと呼ばれる預言者集団に匿ってもらった。